# Paracynictis selousi
La mangusta di Selous (Paracynictis selousi) vive in Africa meridionale, la si ritrova negli stati di: Angola, Zambia, Malawi, Namibia parte settentrionale, Botswana, Zimbabwe, Mozambico e Sudafrica zona orientale.

## Caratteristiche
La mangusta di Selous è dotata di lunghi artigli, il suo habitat naturale sono le boscaglie, il suo colore grigio.  Caratteristica del sesso femminile sono il numero anormale di mammelle (6 per questa specie). Si nutre di insetti,  rane, lucertole, piccoli roditori e uccelli.